# Procamelus
Procamelus es un género extinguido de camélido que vivió durante el Mioceno en Norteamérica, hace entre 20.6 a 4.9 millones de años.

## Taxonomía

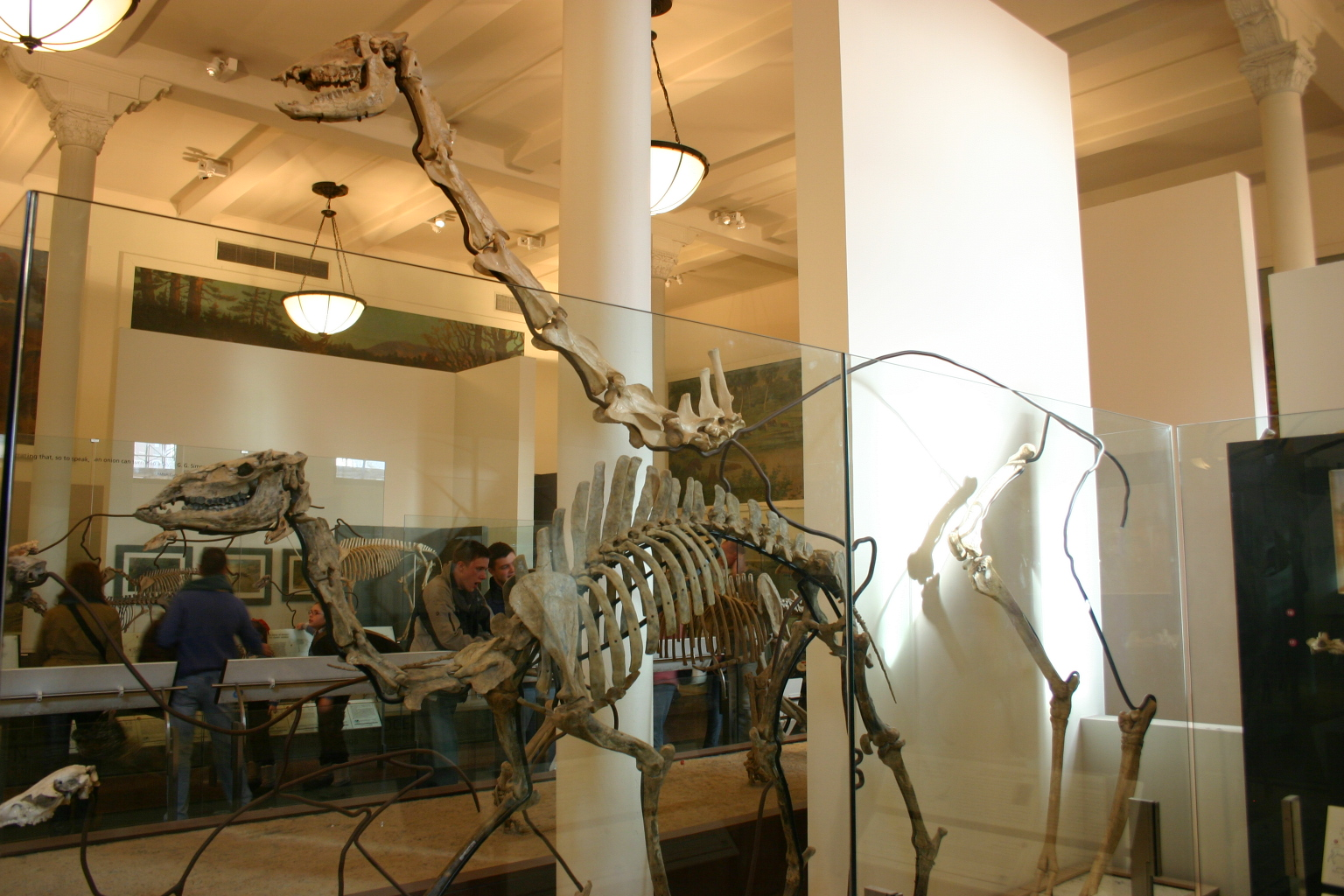
Aepycamelus giraffinus y Procamelus grandis

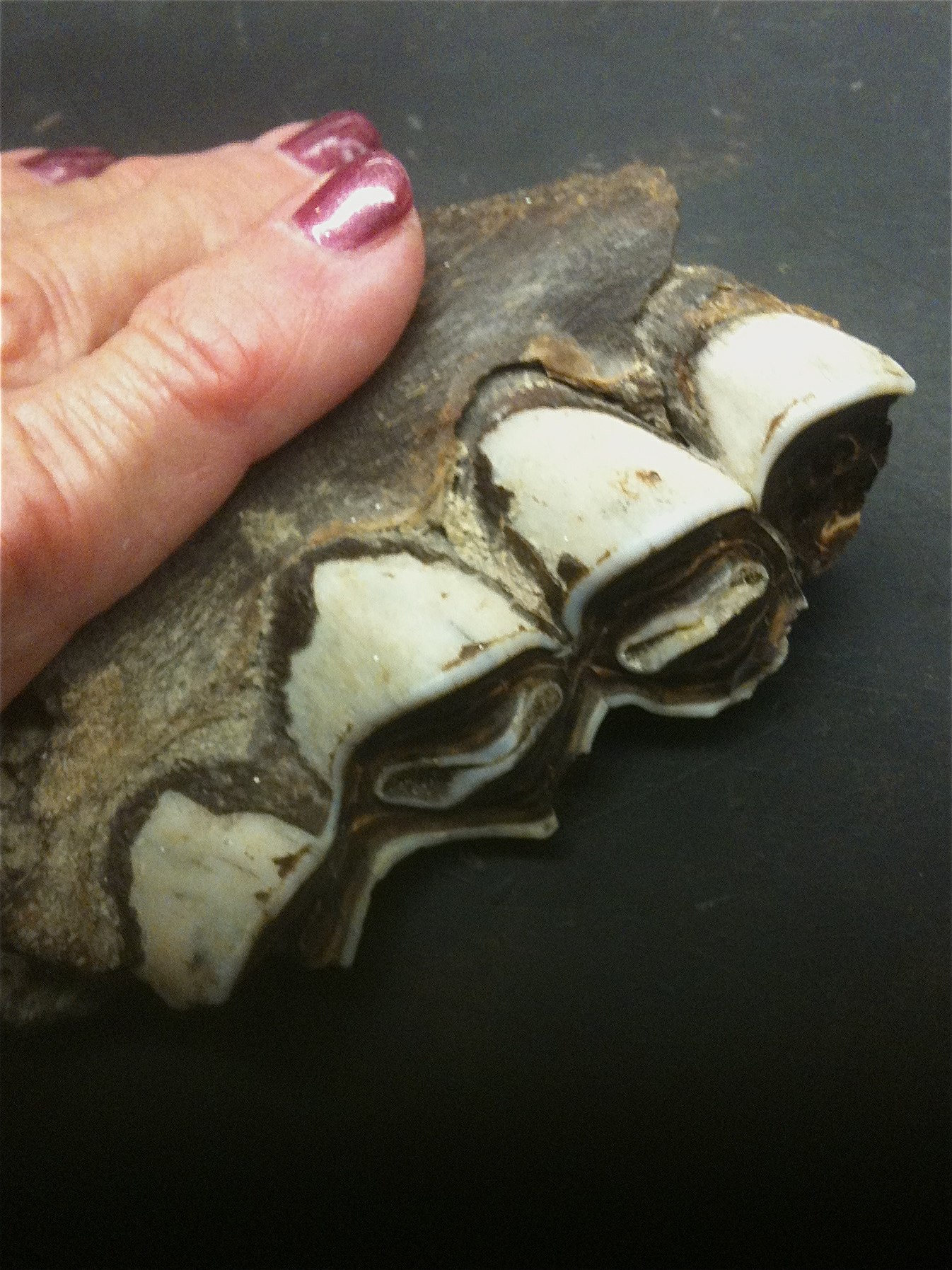
Molares de Procamelus elrodi

Priscocamelus fue nombrado por Leidy (1858). Fue asignado a la familia Camelidae por Leidy (1858) y Carroll (1988). Su nombre se deriva del griego πρό, un adverbio que significa "antes de", y κάμελος, camello, por lo que traduciría "camello anterior."

## Morfología
Poseía largas patas para moverse con velocidad, y medía unos 1.3 metros de altura, siendo menor que una llama moderna. Su cuello era más recto que el de Oxydactylus o Aepycamelus. A diferencia de los camélidos modernos, tenía un par de pequeños dientes incisivos en la mandíbula superior. Los dientes remanentes eran grandes y estabas adaptados para comer vegetación dura. La forma de los dedos de los pies sugiere que poseía almohadillas, como los actuales camellos, a diferencia de los primeros camélidos que generalmente tenían pezuñas. Esto podría haberle ayudado a caminar por suelo relativamente blando.

### Masa corporal
Un único espécimen fue examinado para determinar su masa corporal estimada por M. Mendoza, C. M. Janis y P. Palmqvist. La estimación de peso de este ejemplar fue:	  
- 532,7 kg (1174,4 lb)[4]